# Publi Clodi Pulcre
|  | Per a altres significats, vegeu «Publi Clodi Pulcre (pretor 31 aC)». |

Publi Clodi Pulcre (llatí: Publius Clodius Pulcher; 93 aC – 52 aC, del calendari pre Julià) va ser un magistrat membre de la gens Clàudia. Va ser famós per promulgar lleis a favor dels pobres, però també pel seu caràcter conflictiu i pels mètodes sense escrúpols que va emprar en benefici propi. Va mantenir una llarga enemistat contra Ciceró.

## Família
Va néixer l'any 93 aC, fill petit del cònsol Api Claudi Pulcre i, per tant, va rebre els noms de Publi Claudi Pulcre, però va passar a dir-se Clodius en ser adoptat en edat adulta i amb motius electorals per una família plebea, els Fonteu l'any 59 aC.
Sembla que el seu pare es va casar dues vegades i entre els seus nombrosos germanastres només va tenir relació amb les dues germanastres més joves: Clòdia Metel·li i Clòdia Lucul·li. En diverses ocasions va ser acusat d'incest amb elles, i es deia que havien adoptat la forma Clòdia en referència a aquest rumor, per bé que elles mateixes haurien pogut adoptar l'ortografia plebea per gust. Clòdia Metel·li sol ser identificada amb la Lèsbia a qui el poeta Catul va dedicar diverses composicions, però aquesta identificació no és del tot segura.

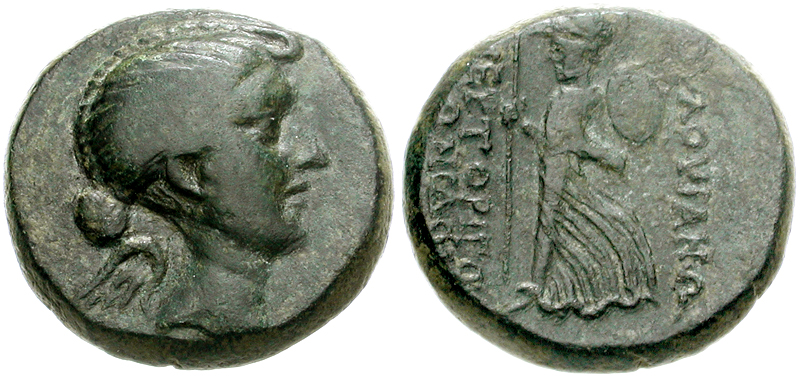
Fúlvia, la segona esposa de Clodi, una dona amb fama d'ambiciosa

Clodi es va casar dues vegades: primer amb Pinària i després amb Fúlvia. Va deixar un fill, Publi Clodi, i una filla, Clàudia Pulcra.
No va heretar propietats però en va adquirir moltes per mitjans legals o il·legals, va rebre una dot important de la seva segona dona, i va tenir possessions a Alba, i a Etrúria (prop del llac Prelius).

## Personalitat
Ciceró el va descriure com un home d'aspecte no gaire agraciat, però amb molta energia i habilitat, fins i tot va admetre que era un eloqüent orador. Alguns el tenien per un polític molt estimat pel poble i amb gran capacitat de convicció cap a les seves causes, mentre que altres l'han considerat un simple demagog.

## Inicis a l'exèrcit
L'any 70 aC va servir amb son germà Gai Claudi Pulcre a les ordres de Luci Lucul a l'Àsia, on va dirigir un motí contra el general, al qui considerava que no el tractava prou bé. Aquest Lucul estava casat amb una de les germanes de Clodi, però en córrer els rumors d'incest se'n va divorciar, llavors ella va provar de convèncer Ciceró perquè es divorciés de la seva dona Terència i es casés amb ella, fet amb el qual es va guanyar l'odi de Terència.
Clodi va marxar d'Àsia i es va posar a les ordres del seu cunyat Quint Marci Rex, procònsol a Cilícia qui li va donar el comandament de la flota. Va ser capturat per uns pirates, els quals el van alliberar sense rescat per por de Pompeu. Després va anar a Antioquia i es va unir als siris en la seva guerra contra els àrabs, i altra vegada va incitar un motí de les tropes romanes en què quasi va perdre la vida.

## Secretari a la Gàl·lia
Va tornar a Roma i va acusar Catilina (65 aC) per extorsió en el seu govern d'Àfrica, però Catilina va subornar l'acusador i el jutge i se'n va lliurar. El 64 aC va acompanyar el propretor Luci Murena a la Gàl·lia Transalpina, on va utilitzar mètodes poc legals per fer diners. Va tornar a Roma i sembla que va fer costat a Ciceró durant la conspiració de Catilina (63 aC).

## L'escàndol amb l'emperadriu

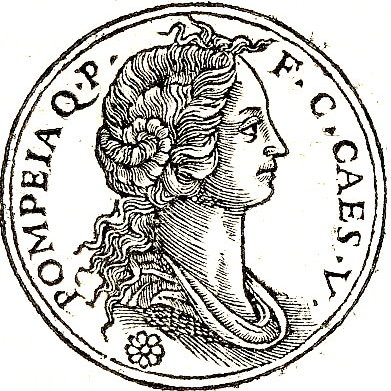
Pompeia retratada al "Promptuarii Iconum Insigniorum" del 1553

El 62 aC va ser culpable d'un acte de sacrilegi que el va enemistar amb Ciceró. Aquell any Pompeia, l'esposa de Juli Cèsar era l'encarregada de presidir els rituals d'hivern en honor de Bona Dea. Juli Cèsar va prestar l'edifici de la Règia per fer de temple. El culte a aquesta deessa requeria un lloc exclusiu per a dones, però Clodi va entrar-hi vestit de dona música amb l'ajut d'una assistenta, amb la intenció de seduir a Pompeia. La seva presència es va detectar en sentir-li la veu i es va donar l'alarma, tot i que va poder escapar gràcies a la serventa. El fet va ser un escàndol públic. Com que el temple havia estat viciat, les vestals es van veure obligades a purificar el lloc i repetir les cerimònies. Després d'això es va declarar responsable al pontífex i condemnat a mort pel senat. Durant el judici alguns dels rituals que, segons la tradició, només podien ser coneguts per les vestals, van haver de ser revelats com a part de la investigació. L'emperadriu va ser citada a declarar davant el senat i va ser exculpada. L'encarregat de portar l'acusació contra Clodi va ser el magistrat Ciceró.
Clodi havia presentat candidatura a qüestor i va ser elegit, però el 61 aC, abans de sortir cap a la seva província (Sicília), va ser acusat pels fets de la festa de la Bona Dea. Els pontífexs, consultats pel senat, van declarar l'acte una cosa impia, i es va proposar el judici de Clodi sota la presidència del pretor però finalment els jutges van ser seleccionats de les tres decúries. Clodi va al·legar que era a Interamna i no a Roma però Ciceró va demostrar que no hi podia haver estat. Finalment els suborns van assegurar la seva absolució (31 vots a 25). Les paraules entre Clodi i Ciceró no van parar de pujar de to.

## Tribú de la plebs

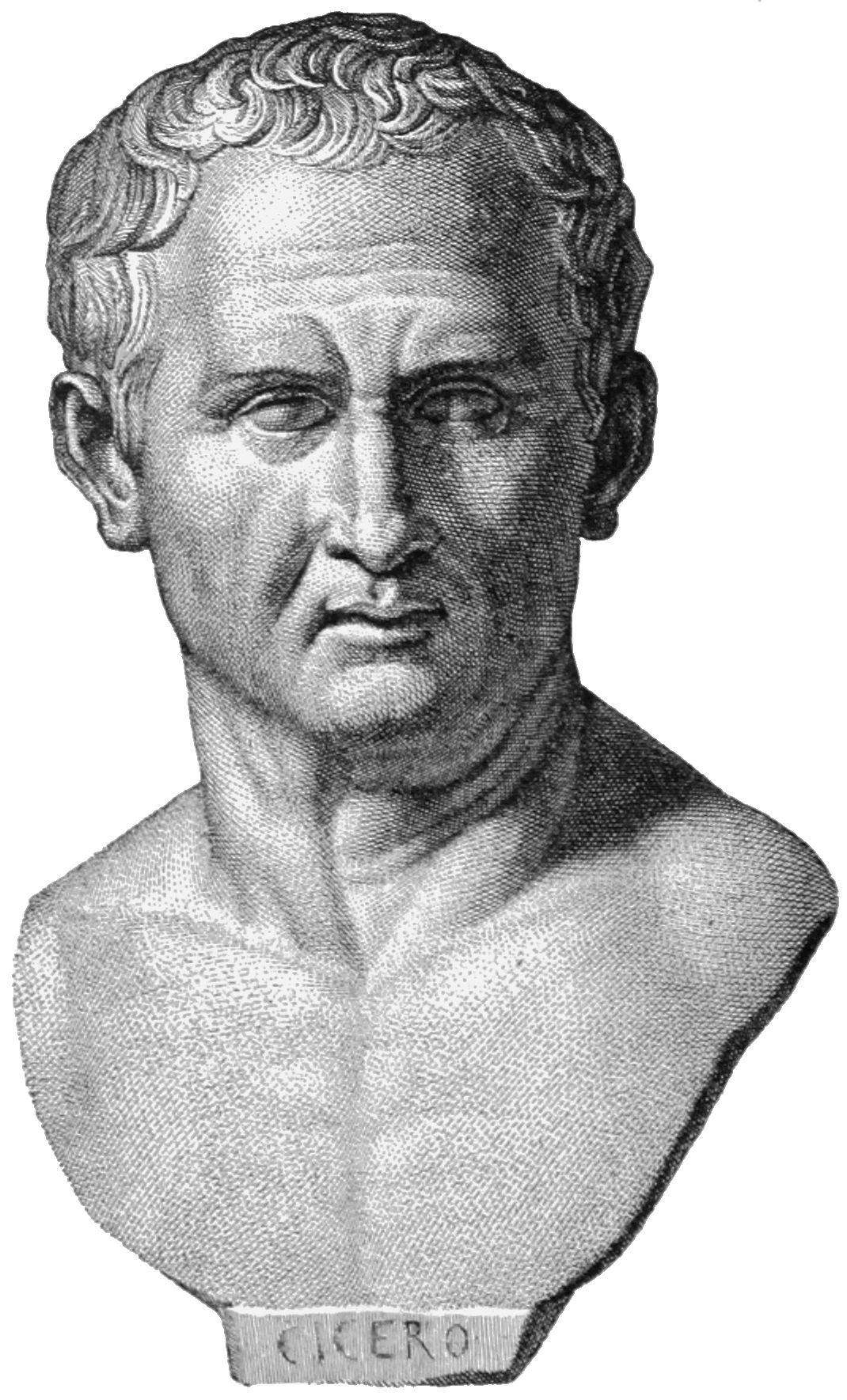
L'odi per Ciceró va ser el motiu perquè es va presentar candidat a tribú de la plebs

Clodi va acusar el candidat Luci Calpurni Pisó d'extorsió però la influència dels triumvirs en va assegurar la seva absolució.
Llavors Clodi va anar a la seva província i va presentar candidatura a edil però en tornar, i amb desig de venjar-se de Ciceró, va pensar que el podia atacar millor essent tribú de la plebs i, per tant, havia de ser adoptat per una família plebea. L'adopció es va sotmetre a la votació dels comicis curiats, a la qual s'hi va oposar Ciceró. Però els triumvirs li van donar suport en la seva proposta d'adopció perquè estaven molests amb Ciceró per haver defensat en un cas anterior a Antoni Hibrida. Clodi llavors va ser adoptat per Publi Fonteu (60 aC) per una llei (Lex curiata) proposada per Cèsar i amb Pompeu com a president de l'assemblea. Però no es va obtenir la sanció del pontífex, ja que Fonteu tenia menys de 20 anys, i hi havia altres irregularitats. L'adopció de totes maneres, es va formalitzar en una cerimònia d’adrogatio.
Clodi es va assegurar l'elecció com a tribú i va accedir a aquest càrrec el desembre del 59 aC.
Entre les seves actuacions com a tribú destaca la proposta d'una sèrie de lleis per guanyar conegudes com a leges Clodiae: 
- Una distribució d’annona mensual per als ciutadans més pobres.[9][10]
- Una prohibició als magistrats de dissoldre assemblees basant-se en auspicis obtinguts per mirar al cel els dies comicis.[9][11]
- El dret de vot dels lliberts.[12]
- La restauració del dret d'associació que havia estat abolit temps abans.[9][13]
- La prohibició d'expulsar els censors del senat.[14][15]
- La prohibició de matar ciutadans sense haver estat jutjats.[16]

### Enemistat amb Ciceró
Tot seguit va començar un procediment contra Ciceró, que va acabar amb el desterrament del seu adversari al qual va acusar de matar ciutadans i ometre decrets del senat. Això estava amb relació a quan Ciceró havia manat executar membres de la conspiració de Catilina quatre anys enrere sense un judici previ. Per acabar-lo de derrotar, va proposar una llei que prohibia a qualsevol que visqués a menys de 600 km de Roma, acollir a Ciceró i la condició per la revocació del decret era que els morts per causa de Ciceró tornessin a la vida. El comicis tribunats van confirmar la llei i el mateix dia els cònsols Gabini i Pisó van rebre les províncies que volien, Síria i Macedònia, amb poders extraordinaris. Cató va ser enviat a Xipre per prendre possessió de l'illa i dels tresors del rei Ptolemeu de Xipre. Van cremar la casa de Ciceró al Palatí i les seves viles a Tusculum i Formiae igualment, i les seves propietats van ser repartides entre els cònsols.
Publi volia comprar la casa del Palatí i per la mateixa època va comprar la casa de Quint Seil Pòstum després d'enverinar-ne l'amo, el qual no la volia vendre. Per fer irrecuperable la propietat de Ciceró, en va dedicar una part al temple. Per poder pagar una milícia personal armada no va dubtar en vendre càrrecs com el de sacerdot de Cíbele a Pessinus, o castigar ciutats.

### Enemistat amb Pompeu
Va anar una mica massa lluny quan va deixar escapar per diners a Tigranes, fill de Tigranes II d'Armènia, al qui Pompeu havia portat a Roma, però de moment Pompeu no es va sentir prou fort per reaccionar. En un conflicte amb el cònsol Gabini, home de Pompeu, aquest va ser ferit pels homes de Clodi, i encara que es va intentar un arranjament les coses van restar tenses. Clodi va provar de matar a Pompeu per mitjà d'un dels seus esclaus, i Pompeu es va tancar a casa seva, i Clodi va posar una guàrdia per vigilar dirigida pel seu llibert Damis. Quan el pretor Fulvi va provar d'alliberar Pompeu fou rebutjat.

## Enfrontament amb Fabrici
El 57 aC es va acabar el poder tribunici de Clodi, però ja havia organitzat bandes armades per mantenir el control i impedir que Ciceró retornés a Roma. El tribú Fabrici va presentar (25 de gener) una rogatio en aquest sentit, però Clodi ho va impedir amb un exèrcit de gladiadors i esclaus.
Fabrici va demanar ajut a altres homes armats i es va iniciar una lluita, en què Clodi va portar la millor part. També el tribú Sexti va ser amenaçat per Clodi. La casa de Miló, un altre tribú, va ser atacada i el temple de les Nimfes cremat per destruir els arxius de la censura; va interrompre els jocs d'Apol·lo que celebrava el pretor Luci Cecili i altres fets. Miló el va acusar per aquests actes però no va aconseguir res, de manera que va reunir també un exèrcit d'esclaus i gladiadors per oposar-se a la violència amb més violència i es van produir freqüents xocs entre les dues parts.

## El retorn de Ciceró
El senat va proposar comicis per la restauració de Ciceró, però només Clodi s'hi va oposar. Quan va provar de parlar en contra (agost), es va trobar el lloc ben protegit pels homes armats de Miló i la proposta fou aprovada. Ciceró va tornar i part de la seva propietat li fou retornada, però no es va aturar la violència de Clodi.
Clodi va dedicar-se des de llavors a venjar-se de Miló i de Ciceró.

Quan a proposta de Ciceró, Pompeu va rebre poders extraordinaris, Clodi va acusar Ciceró de trair el senat. Quan Ciceró va començar a reconstruir la seva casa, els obrers van ser atacats per la gent de Clodi i, l'endemà, es va atacar la casa de Miló, essent rebutjats per Quint Flac. Marcel·lí va proposar portar Clodi davant la justícia, però els seus amics van aconseguir aturar la votació.

## Candidat a edil
Clodi va ser candidat a edil i Marcel·lí va proposar que l'elecció no es pogués fer abans del seu judici. Miló va aconseguir aturar l'assemblea però al 56 aC quan ja Miló no era al càrrec, Clodi va ser elegit sense oposició i immediatament va declarar Miló fora de la llei per violència pública. El febrer d'aquell any Miló fou jutjat i Clodi va intentar matar-lo per mitjà d'un tumult però la gent de Miló va fer el mateix; el judici es va anar perllongant fins al maig en què sembla que es va arxivar. A l'abril Clodi va organitzar els jocs megalensis on van participar molts esclaus.
El senat va fer una consulta casual als harúspexs sobre alguns prodigis i la resposta va ser que la còlera dels déus era deguda a la violació d'alguns llocs sagrats. Clodi va interpretar això com la restauració de la casa de Ciceró, que havia estat un temple durant el seu desterrament. Ciceró va contestar amb el discurs De Haruspicum responsis.
En aquest moment Clodi i Pompeu es van aliar per conveniències d'ambdós i Clodi va atacar la casa de Ciceró però l'atac va ser rebutjat pels homes de Miló. Ciceró també va aconseguir treure del Capitoli les taules amb el decret del seu desterrament, mercès a l'ajut de Miló.
Clodi va donar suport a Pompeu i Cras en la seva candidatura al consolat pel 55 aC, i foren elegits. Volien ser nomenats al front de les forces a l'Àsia, per reclutar homes, fer diners, i tornar les recompenses promeses als caps fidels com Brugitarus i altres que els havien ajudat, però van haver de romandre a Roma. En aquest any sembla que Clodi va restar tranquil. El 54 aC va acusar l'antic tribú Porcili de violències i assassinats. Després va coincidir amb Ciceró en la defensa de Marc Emili Escaure, però no per això havia desaparegut la rivalitat entre Clodi i Ciceró.

## Candidatura a pretor
El 53 aC Clodi va ser candidat a pretor i Miló a cònsol. Cadascun va provar d'impedir l'elecció de l'altre reclutant altra vegada bandes de gladiadors i esclaus i els carrers de Roma van esdevenir teatre de lluites sagnants. Quan els cònsols van voler dirigir els comicis, les bandes de Clodi van caure damunt d'ells i un dels cònsols, Gneu Domici Aenobarb va ser ferit. El senat va deliberar sobre la situació i van parlar Clodi i Ciceró; al discurs de Clodi, Ciceró va respondre amb el seu Aere alieno Milonis.

## Mort de Clodi
El conflicte va tenir un dramàtic final: El 20 de gener del 52 aC Miló va anar a Lanúvium i prop de Bovillae es va trobar amb Clodi qui tornava a Roma després d'una visita a una de les seves propietats. Els dos anaven acompanyats de seguidors armats però Miló en portava més; encara que les dues comitives es van creuar i es van ignorar, quasi al final els gladiadors de Miló van atacar als de Clodi que s'hi van tornar. Clodi va ser ferit, la lluita es va fer general i finalment els homes de Miló van posar en fuita als rivals que es van emportar el ferit Clodi a una casa prop de Bovillae. Miló va ordenar als seus homes atacar la casa i molts homes de Clodi van morir i finalment el mateix Clodi. El seu cos va ser deixat a la vista al costat del camí i el va trobar el senador Sext Tedi qui el va portar a Roma, i exposat al públic l'endemà a l'espai del fòrum. Els tribuns Tit Munaci Planc i Quint Pompeu Ruf van portar el cos a la Cúria Hostília i la van convertir en pira funerària: es van cremar tant l'edifici, con la basílica Pòrcia (construïda per Cató el Vell, i altres edificis propers.
Ciceró va fer un famós discurs, Pro Milone, per tal d'evitar l'exili a Miló.